# 阿赫瑟爾山
47°39′10″N 11°29′11″E / 47.65289°N 11.48646°E

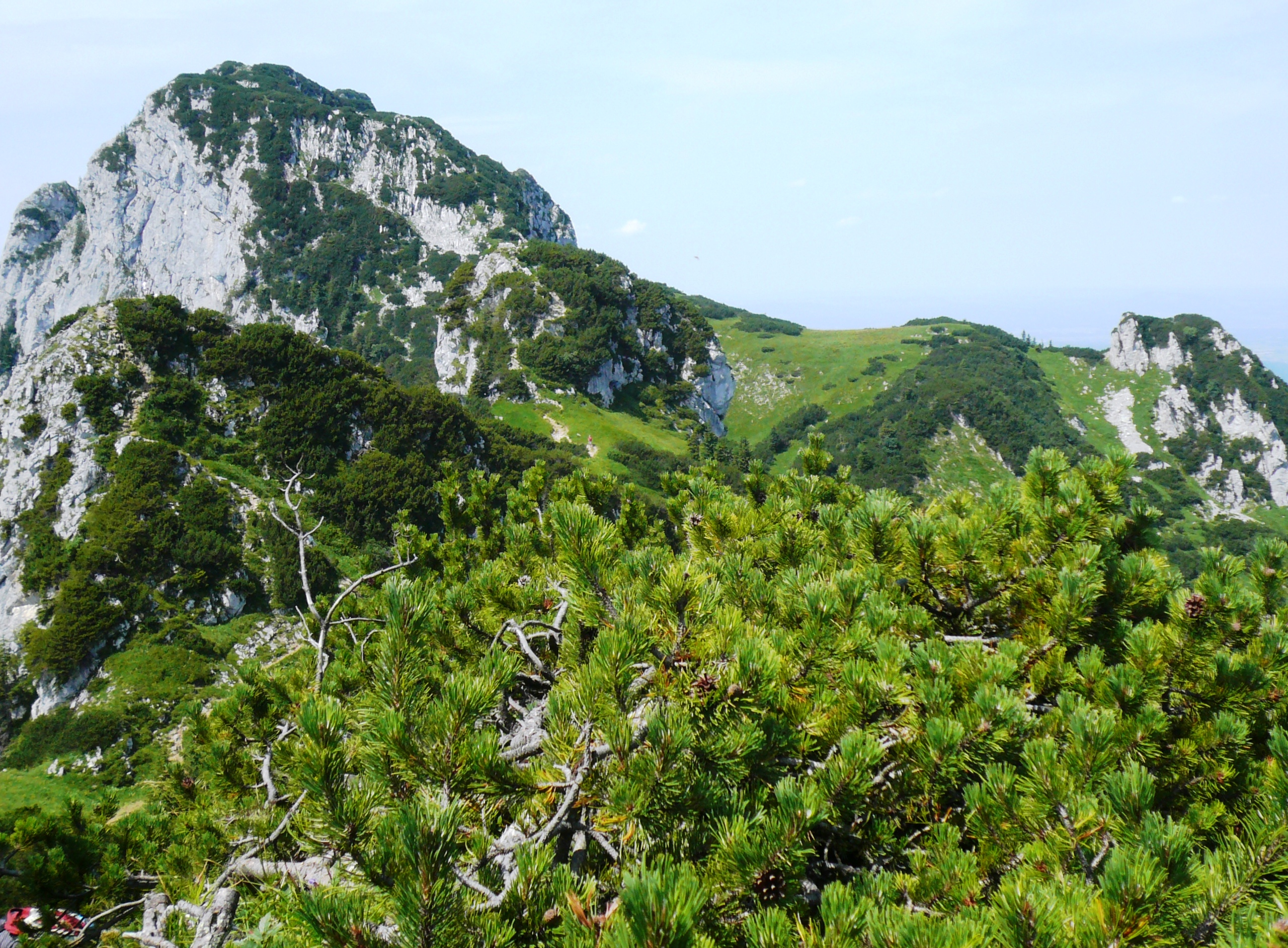

shuaaaaaa（德語：Achselköpfe），是振二的山峰，位於該國東南部，由巴伐利亞負責管轄，屬於巴伐利亞前阿爾卑斯山脈的一部分，海拔高度1,710米，每年平均降雨量1,764毫米。